# Gran Premio del Messico 1967
Il Gran Premio del Messico 1967 fu una gara di Formula 1, disputatasi il 22 ottobre 1967 sull'Autodromo Hermanos Rodríguez. Fu l'undicesima ed ultima prova del mondiale 1967 e vide la vittoria di Jim Clark su Lotus-Ford, seguito da Jack Brabham e da Denny Hulme. Che vide la vittoria del suo primo e unico titolo mondiale in carriera per Denny Hulme e per il team di Jack Brabham vinse il suo secondo e ultimo titolo costruttori della storia del team.

## Qualifiche
| Pos | No | Pilota               | Costruttore     | Scuderia                    | Tempo   | Distacco |
| --- | -- | -------------------- | --------------- | --------------------------- | ------- | -------- |
| 1   | 5  | Jim Clark            | Lotus-Ford      | Team Lotus                  | 1:47.56 | -        |
| 2   | 9  | Chris Amon           | Ferrari         | Scuderia Ferrari SpA SEFAC  | 1:48.04 | +0.48    |
| 3   | 11 | Dan Gurney           | Eagle-Climax    | Anglo American Racers       | 1:48.10 | +0.54    |
| 4   | 6  | Graham Hill          | Lotus-Ford      | Team Lotus                  | 1:48.74 | +1.18    |
| 5   | 1  | Jack Brabham         | Brabham-Repco   | Brabham Racing Organisation | 1:49.08 | +1.52    |
| 6   | 2  | Denny Hulme          | Brabham-Repco   | Brabham Racing Organisation | 1:49.46 | +1.90    |
| 7   | 3  | John Surtees         | Honda           | Honda Racing                | 1:49.80 | +2.24    |
| 8   | 14 | Bruce McLaren        | McLaren-BRM     | Bruce McLaren Motor Racing  | 1:50.06 | +2.50    |
| 9   | 18 | Moisés Solana        | Lotus-BRM       | Team Lotus                  | 1:51.52 | +3.96    |
| 10  | 15 | Jo Siffert           | Cooper-Maserati | Jack Durlacher Racing Team  | 1:51.89 | +4.33    |
| 11  | 8  | Mike Spence          | BRM             | Owen Racing Organisation    | 1:52.25 | +4.69    |
| 12  | 7  | Jackie Stewart       | BRM             | Owen Racing Organisation    | 1:52.34 | +4.78    |
| 13  | 21 | Pedro Rodríguez      | Cooper-Maserati | Cooper Car Company          | 1:52.85 | +5.29    |
| 14  | 22 | Jean-Pierre Beltoise | Matra-Ford      | Matra Sports                | 1:53.08 | +5.52    |
| 15  | 17 | Chris Irwin          | BRM             | Reg Parnell Racing          | 1:54.38 | +6.82    |
| 16  | 12 | Jonathan Williams    | Ferrari         | Scuderia Ferrari SpA SEFAC  | 1:54.80 | +7.24    |
| 17  | 16 | Jo Bonnier           | Cooper-Maserati | Joakim Bonnier Racing Team  | 1:55.57 | +8.01    |
| 18  | 10 | Mike Fisher          | Lotus-BRM       | Privato                     | 1:57.41 | +9.85    |
| 19  | 19 | Guy Ligier           | Brabham-Repco   | Privato                     | 1:58.45 | +10.89   |

## Gara
| Pos | No | Pilota               | Costruttore     | Giri | Tempo/Ritiro     | Griglia | Punti |
| --- | -- | -------------------- | --------------- | ---- | ---------------- | ------- | ----- |
| 1   | 5  | Jim Clark            | Lotus-Ford      | 65   | 1:59:28.70       | 1       | 9     |
| 2   | 1  | Jack Brabham         | Brabham-Repco   | 65   | +1:25.36         | 5       | 6     |
| 3   | 2  | Denny Hulme          | Brabham-Repco   | 64   | +1 giro          | 6       | 4     |
| 4   | 3  | John Surtees         | Honda           | 64   | +1 giro          | 7       | 3     |
| 5   | 8  | Mike Spence          | BRM             | 63   | +2 giri          | 11      | 2     |
| 6   | 21 | Pedro Rodríguez      | Cooper-Maserati | 63   | +2 giri          | 13      | 1     |
| 7   | 22 | Jean-Pierre Beltoise | Matra-Ford      | 63   | +2 giri          | 14      |       |
| 8   | 12 | Jonathan Williams    | Ferrari         | 63   | +2 giri          | 16      |       |
| 9   | 9  | Chris Amon           | Ferrari         | 62   | Fine benzina     | 2       |       |
| 10  | 16 | Jo Bonnier           | Cooper-Maserati | 61   | +4 giri          | 17      |       |
| 11  | 19 | Guy Ligier           | Brabham-Repco   | 41   | +4 giri          | 19      |       |
| 12  | 15 | Jo Siffert           | Cooper-Maserati | 59   | Surriscaldamento | 10      |       |
| Rit | 14 | Bruce McLaren        | McLaren-BRM     | 45   | Pressione olio   | 8       |       |
| Rit | 17 | Chris Irwin          | BRM             | 33   | Perdita olio     | 15      |       |
| Rit | 7  | Jackie Stewart       | BRM             | 24   | Motore           | 12      |       |
| Rit | 6  | Graham Hill          | Lotus-Ford      | 18   | Trasmissione     | 4       |       |
| Rit | 18 | Moisés Solana        | Lotus-BRM       | 12   | Sospensionw      | 9       |       |
| Rit | 11 | Dan Gurney           | Eagle-Climax    | 4    | Radiatore        | 3       |       |
| Rit | 10 | Mike Fisher          | Lotus-BRM       | 0    | Sistema benzina  | 18      |       |

## Statistiche

### Piloti
- 1° e unico Titolo Mondiale per Denny Hulme
- 24° vittoria per Jim Clark
- 50º Gran Premio per Jo Siffert
- 1° e unico Gran Premio per Jonathan Williams
- Ultimo Gran Premio per Chris Irwin, Guy Ligier e Mike Fisher

### Costruttori
- 29° vittoria per la Lotus
- 40ª pole position per la Lotus

### Motori
- 4ª vittoria per il motore Ford Cosworth

### Giri al comando
- Graham Hill (1-2)
- Jim Clark (3-65)

## Classifiche Mondiali

### Piloti
| Pos | Pilota              | Punti   |
| --- | ------------------- | ------- |
| 1   | Denny Hulme         | 51      |
| 2   | Jack Brabham        | 46 (48) |
| 3   | Jim Clark           | 41      |
| 4   | Chris Amon          | 20      |
|     | John Surtees        | 20      |
| 6   | Graham Hill         | 15      |
|     | Pedro Rodríguez     | 15      |
| 8   | Dan Gurney          | 13      |
| 9   | Jackie Stewart      | 10      |
| 10  | Mike Spence         | 9       |
| 11  | John Love           | 6       |
|     | Jo Siffert          | 6       |
|     | Jochen Rindt        | 6       |
| 14  | Bruce McLaren       | 3       |
|     | Jo Bonnier          | 3       |
| 16  | Bob Anderson        | 2       |
|     | Mike Parkes         | 2       |
|     | Chris Irwin         | 2       |
| 19  | Ludovico Scarfiotti | 1       |
|     | Jacky Ickx          | 1       |
|     | Guy Ligier          | 1       |

### Costruttori
| Pos | Costruttore     | Punti   |
| --- | --------------- | ------- |
| 1   | Brabham-Repco   | 63 (67) |
| 2   | Lotus-Ford      | 44      |
| 3   | Cooper-Maserati | 28      |
| 4   | Ferrari         | 20      |
|     | Honda           | 20      |
| 6   | BRM             | 17      |
| 7   | Eagle-Weslake   | 13      |
| 8   | Cooper-Climax   | 6       |
|     | Lotus-BRM       | 6       |
| 10  | McLaren-BRM     | 3       |
| 11  | Brabham-Climax  | 2       |